# Feuerfest!

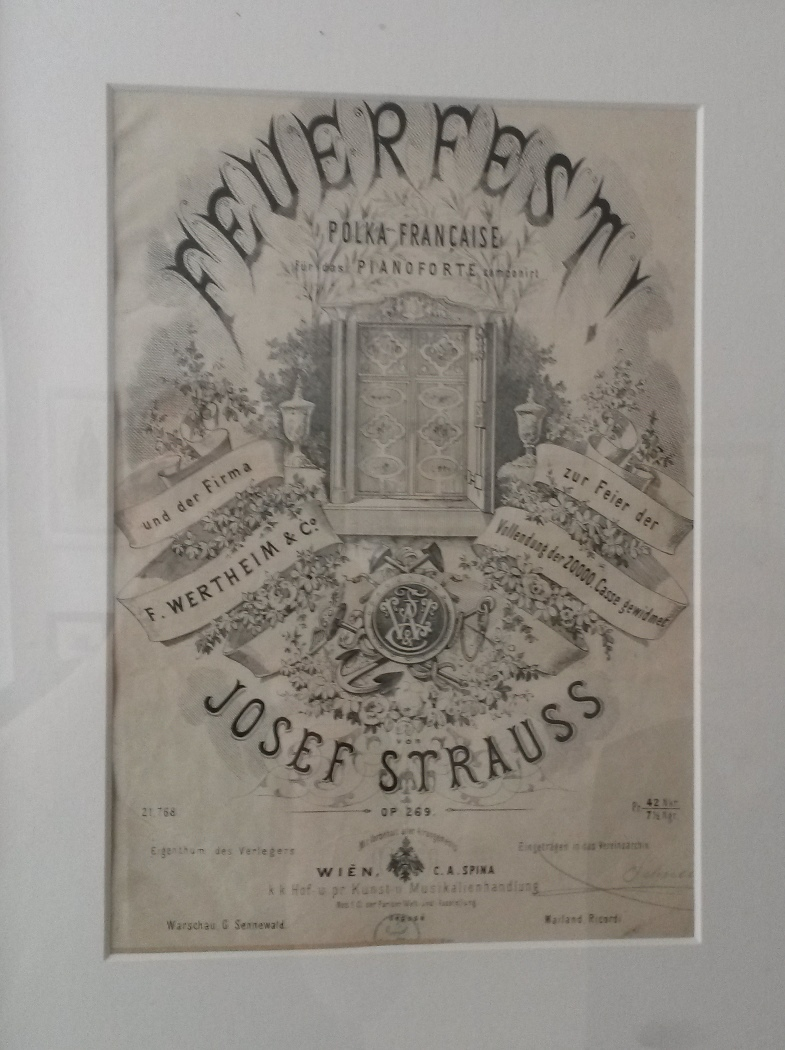
Libretto per piano di Feuerfest!

Feuerfest! op. 269 è una polka-francese composta da Josef Strauss nel 1869.

## Apparizioni nel concerto per l'anno nuovo di Vienna
- 1951 – Clemens Krauss
- 1962 – Willi Boskovsky
- 1968 – Willi Boskovsky
- 1971 – Willi Boskovsky
- 1982 – Lorin Maazel (con il coro dei ragazzi di Vienna)
- 1992 – Carlos Kleiber
- 1994 – Lorin Maazel
- 2012 – Mariss Jansons (con il coro dei ragazzi di Vienna)